# Logania sriwa
Logania sriwa är en fjärilsart som beskrevs av William Lucas Distant 1886. Logania sriwa ingår i släktet Logania och familjen juvelvingar. Inga underarter finns listade i Catalogue of Life.